# Warszawskie

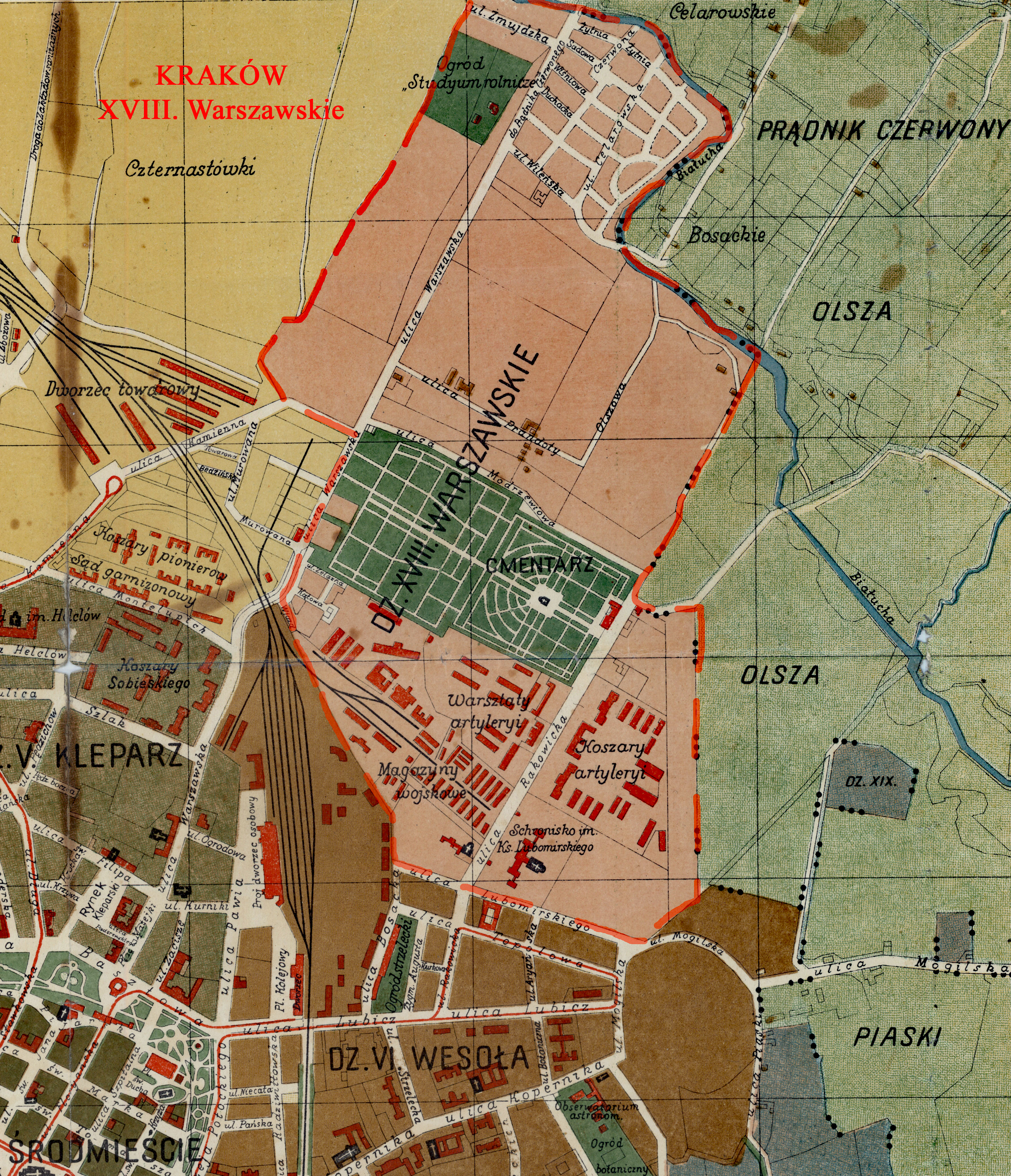
Warszawskie na planie z 1916 roku jako dzielnica Krakowa.

Warszawskie (zwane również: Śródmieście Warszawskie, Warszawskie Przedmieście) – dawna XVIII dzielnica katastralna, część Prądnika Czerwonego w Krakowie, umiejscowiona wzdłuż Traktu Warszawskiego (obecnie: al. 29 Listopada). Wchodzi w skład Dzielnicy I Stare Miasto, Dzielnicy II Grzegórzki i Dzielnicy III Prądnik Czerwony.
Umowną granicę południową Warszawskiego stanowiła dawna granica Krakowa w rejonie dawnych szańców kościuszkowskich (obecnie tunel Krakowskiego Szybkiego Tramwaju), granicę północną oraz wschodnią wytyczała rzeka Białucha.
W latach 60. XX w. na terenie dawnej dzielnicy Warszawskie wybudowano osiedle mieszkaniowe - os. Wiśniowa. W 1962 rozpoczęła działalność Szkoła Podstawowa nr 95, wybudowana jako jedna z "tysiąclatek". W latach 70. XX w. powstał przy al. 29 Listopada kampus akademicki Uniwersytetów Ekonomicznego i Rolniczego.

## Jednostka wojskowa
Jednostka Wojskowa 2771 przy ul. Rakowickiej 29 w Krakowie została sformowana na podstawie zarządzenia Szefa Sztabu Generalnego Wojska Polskiego nr 055/org. z dnia 24.06.1993 r. oraz Zarządzenia Dowódcy Krakowskiego Okręgu Wojskowego nr 048/org z dnia 12.07.1993 r. Patronem jednostki jest gen. dyw. Stanisław Haller.
Jest jedną z pierwszych jednostek Korpusu, która w 2000 roku dostosowała swoje struktury organizacyjne zgodnie ze standardami Paktu Północnoatlantyckiego, a w tym roku kontynuuje proces przeformowania i doskonalenia struktur zgodnych z potrzebami NATO i Wojsk Lądowych.
Jednostka współpracuje z wieloma instytucjami cywilnymi na terenie Krakowa, jak i województwa małopolskiego. Między innymi z Zespołem Szkół Łączności, Specjalnym Ośrodkiem Szkolno-Wychowawczym dla dzieci niewidomych i niedowidzących oraz Zespołem Szkół Budowlanych nr 1 w Krakowie i Zespołem Szkół Zawodowych nr 2 z Jaworzna w zakresie patronatu nad klasami o profilu wojskowym. W skład struktury organizacyjnej Jednostki wchodzi między innymi Kompania Reprezentacyjna 2 Korpusu Zmechanizowanego, która uczestniczy jako asysta wojskowa w zasadzie we wszystkich uroczystościach na terenie miasta Krakowa.

## Zabytki
- fort Luneta Warszawska,
- budynek przy ulicy Wileńskiej 3 – była oficyna dawnego zespołu dworskiego Dettloffów,
- bogate wille mieszczańskie w rejonie Prądnika Celarowskiego.

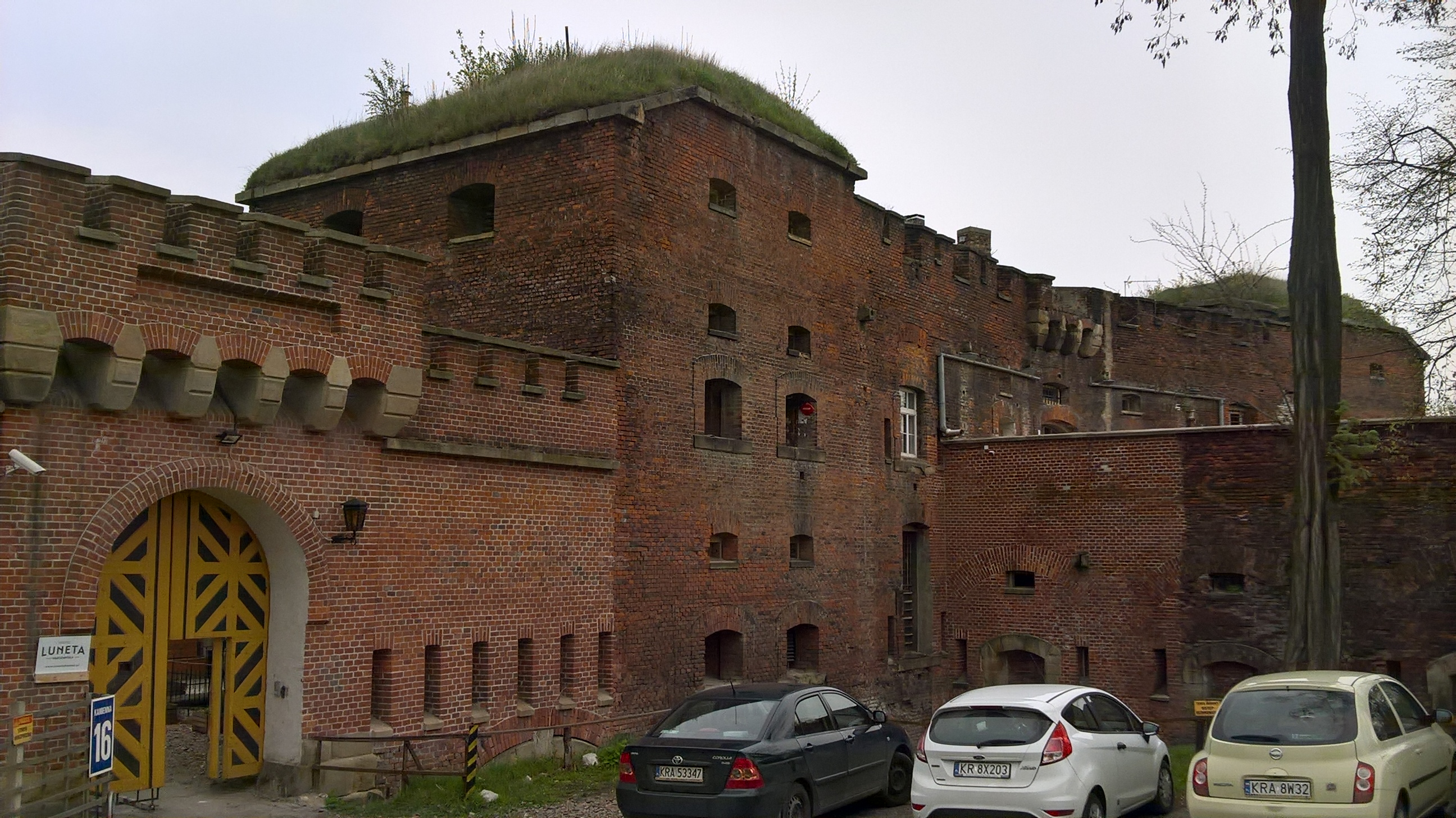
ul. Kamienna 16 Fort IVa Luneta Warszawska (2017)
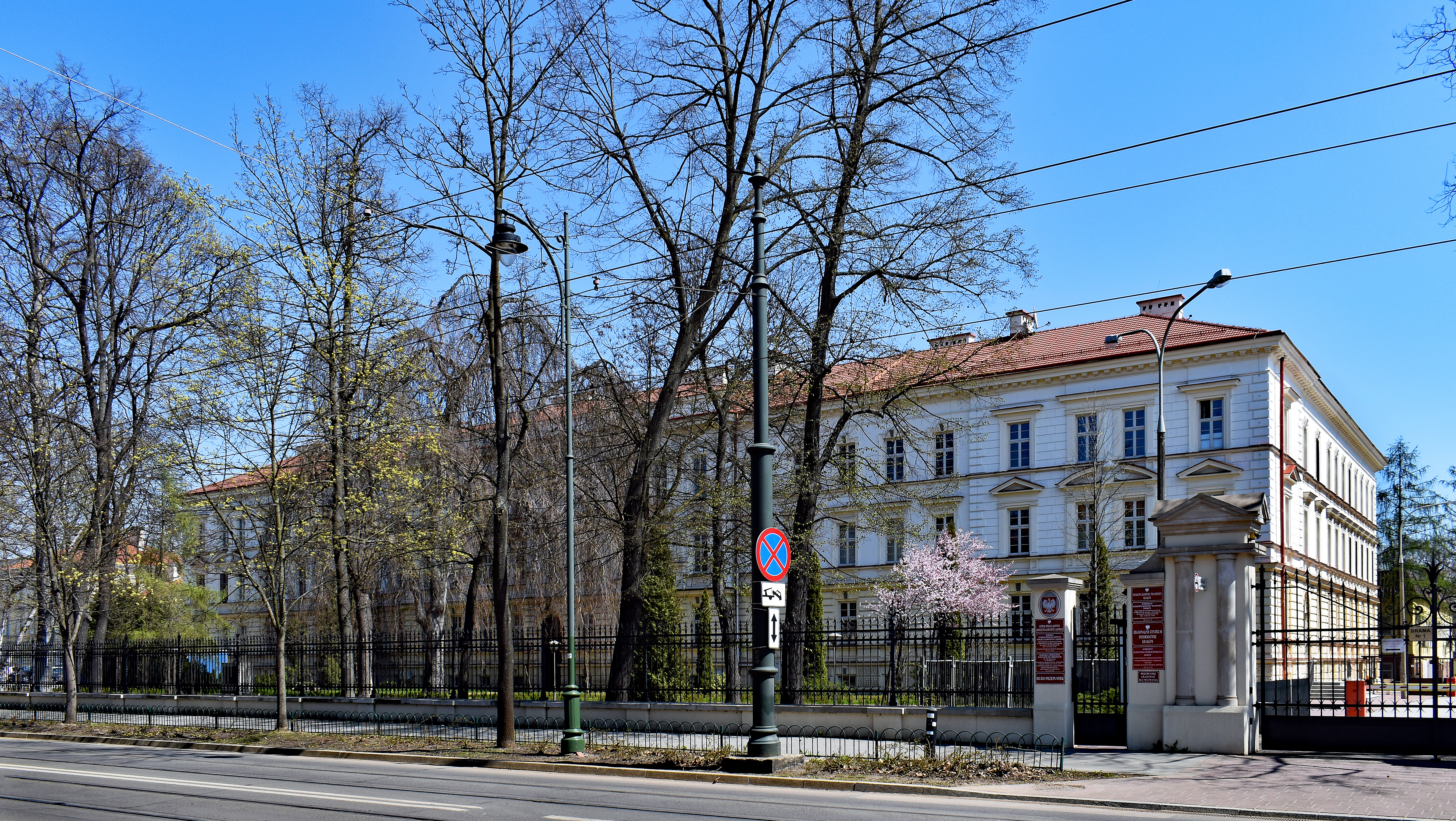
Ul. Rakowicka 16 Dawne koszary artylerii im. Arcyksięcia Leopolda Salwatora armii austro-węgierskiej
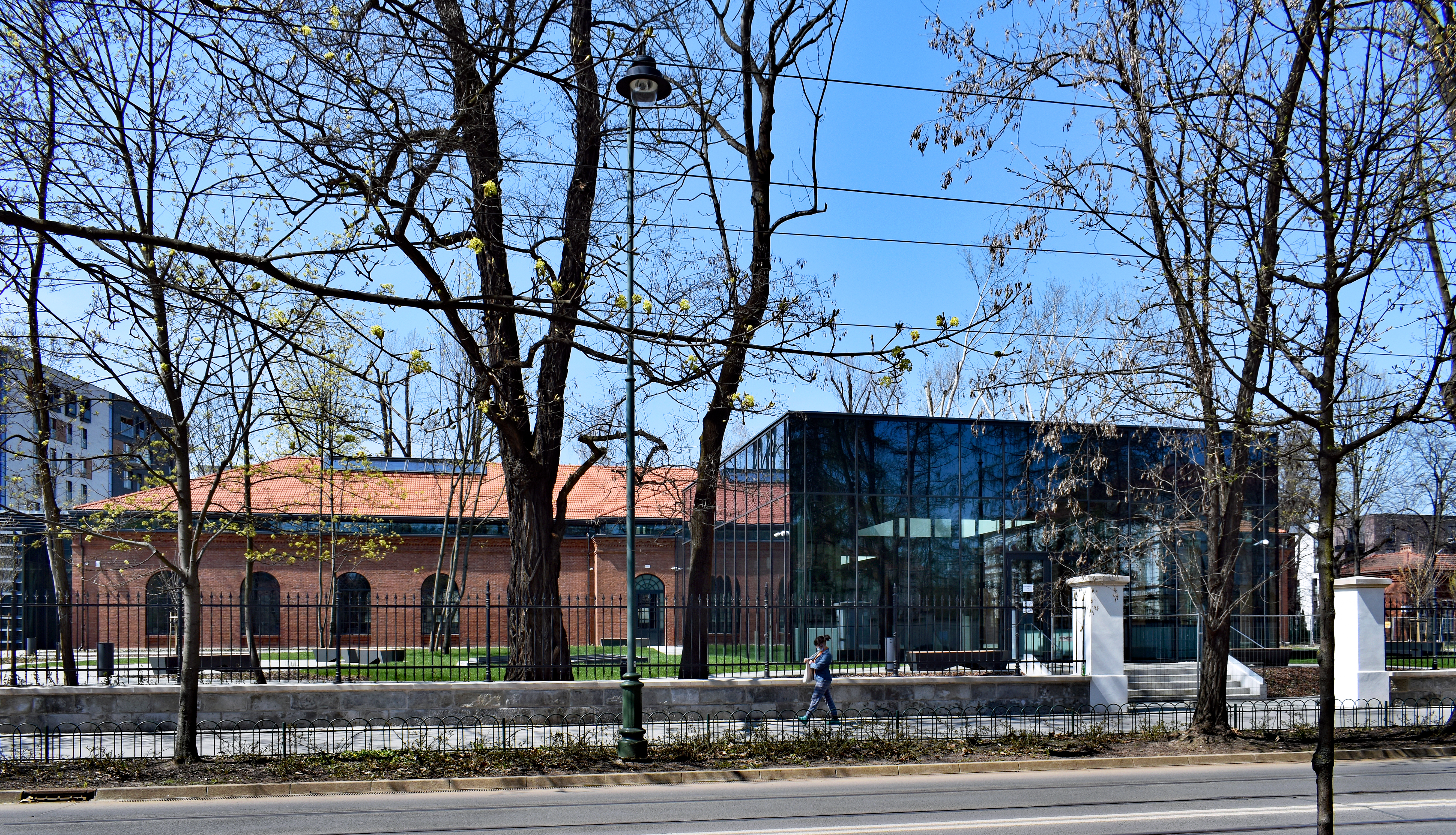
ul. Rakowicka 22 Dawne warsztaty artylerii armii austro-węgierskiej, obecnie Muzeum Fotografii
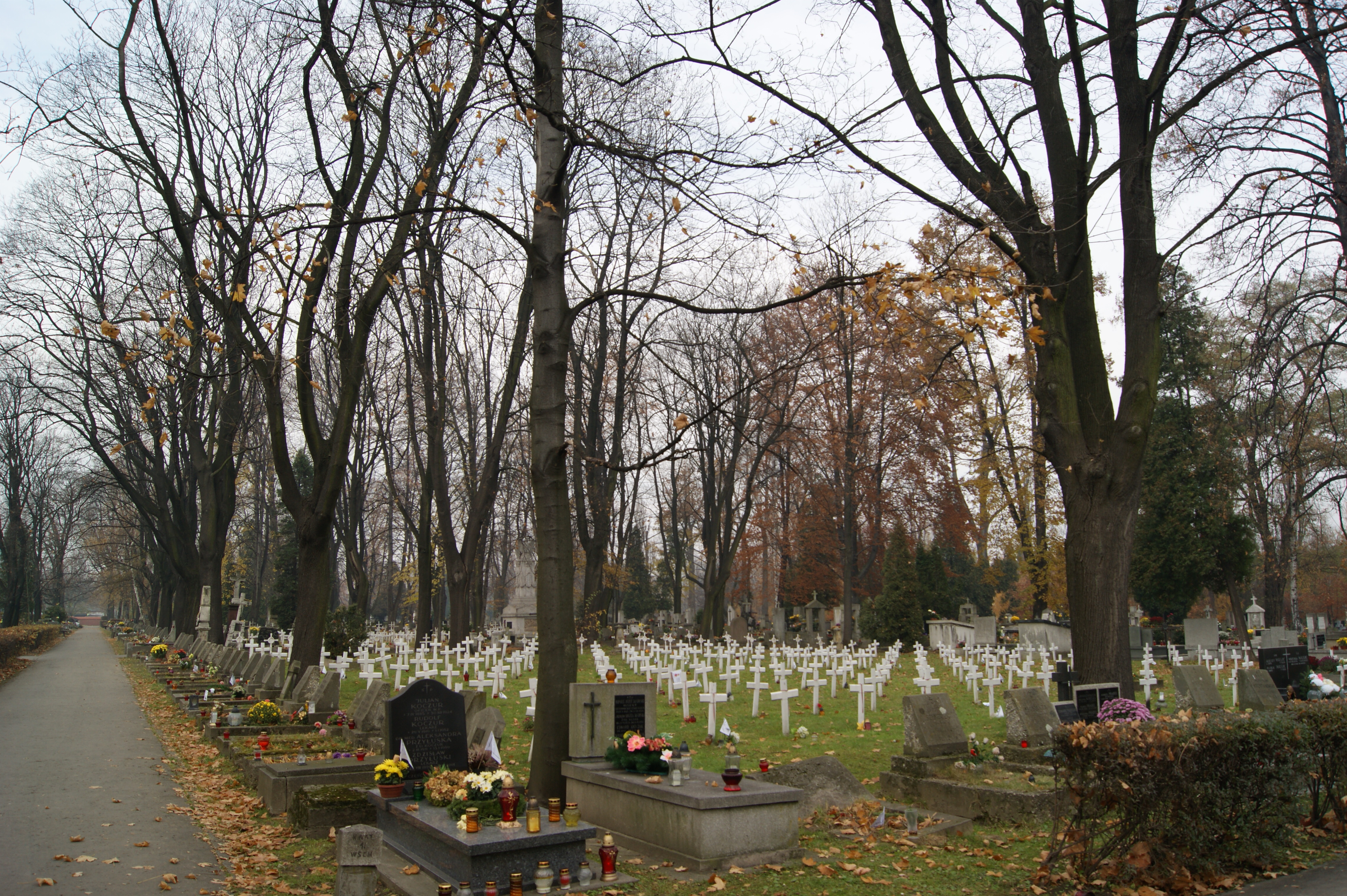
ul. Prandoty 1 Cmentarz wojskowy na dawnym placu ćwiczeń saperów c.k. armii
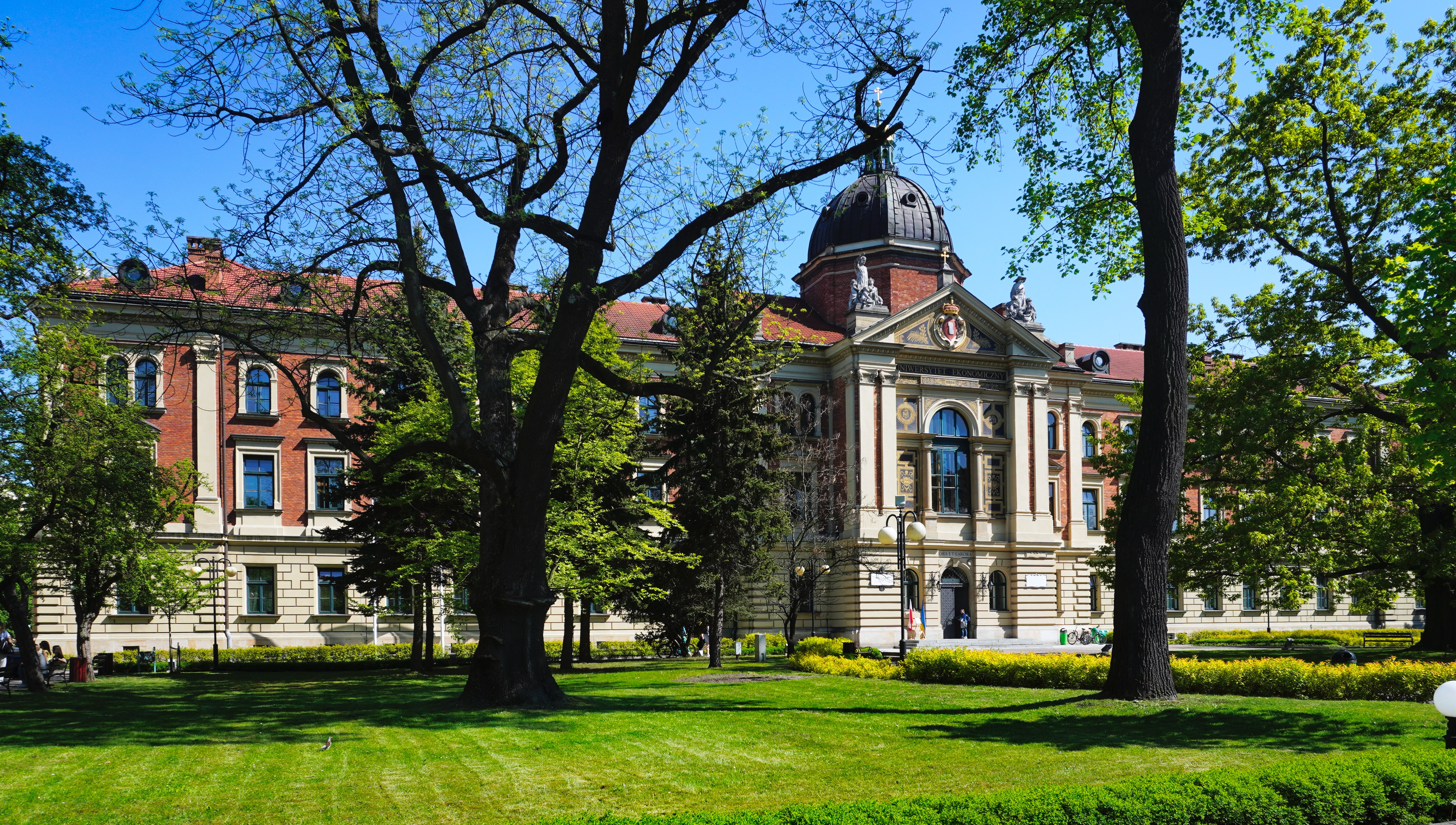
Gmach Główny Uniwersytetu Ekonomicznego
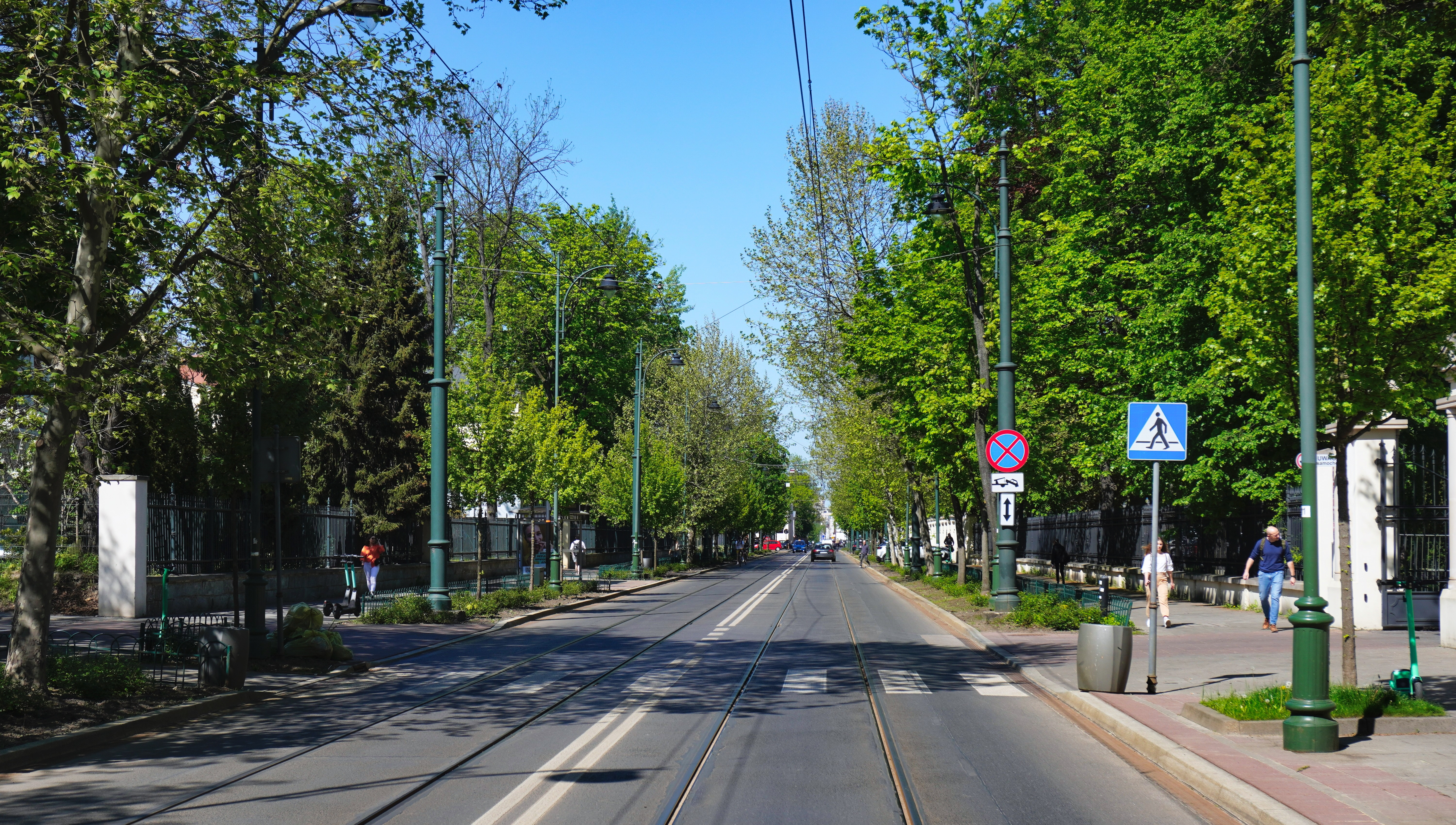
Ulica Rakowicka
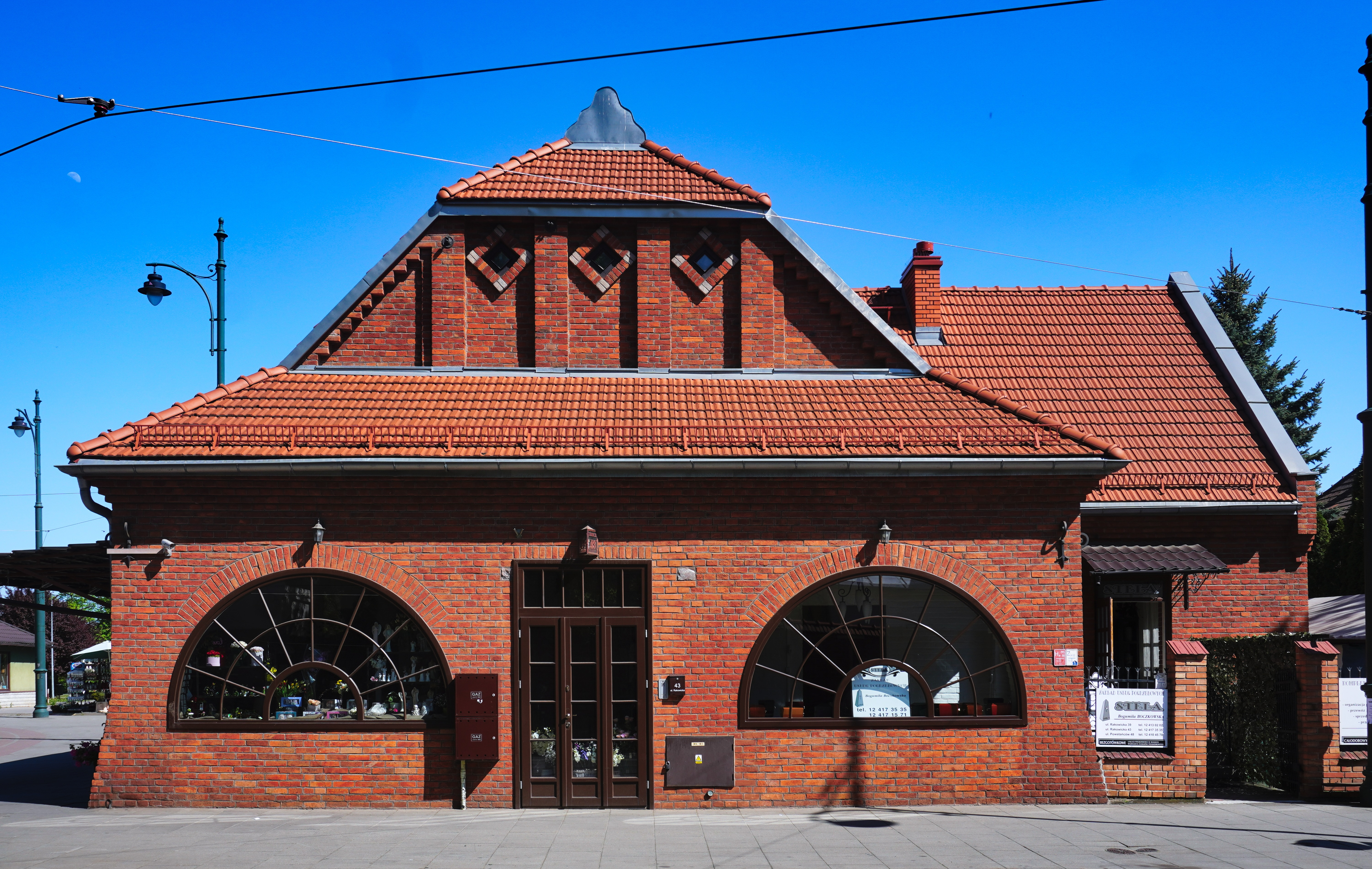
Rogatka Olszańska
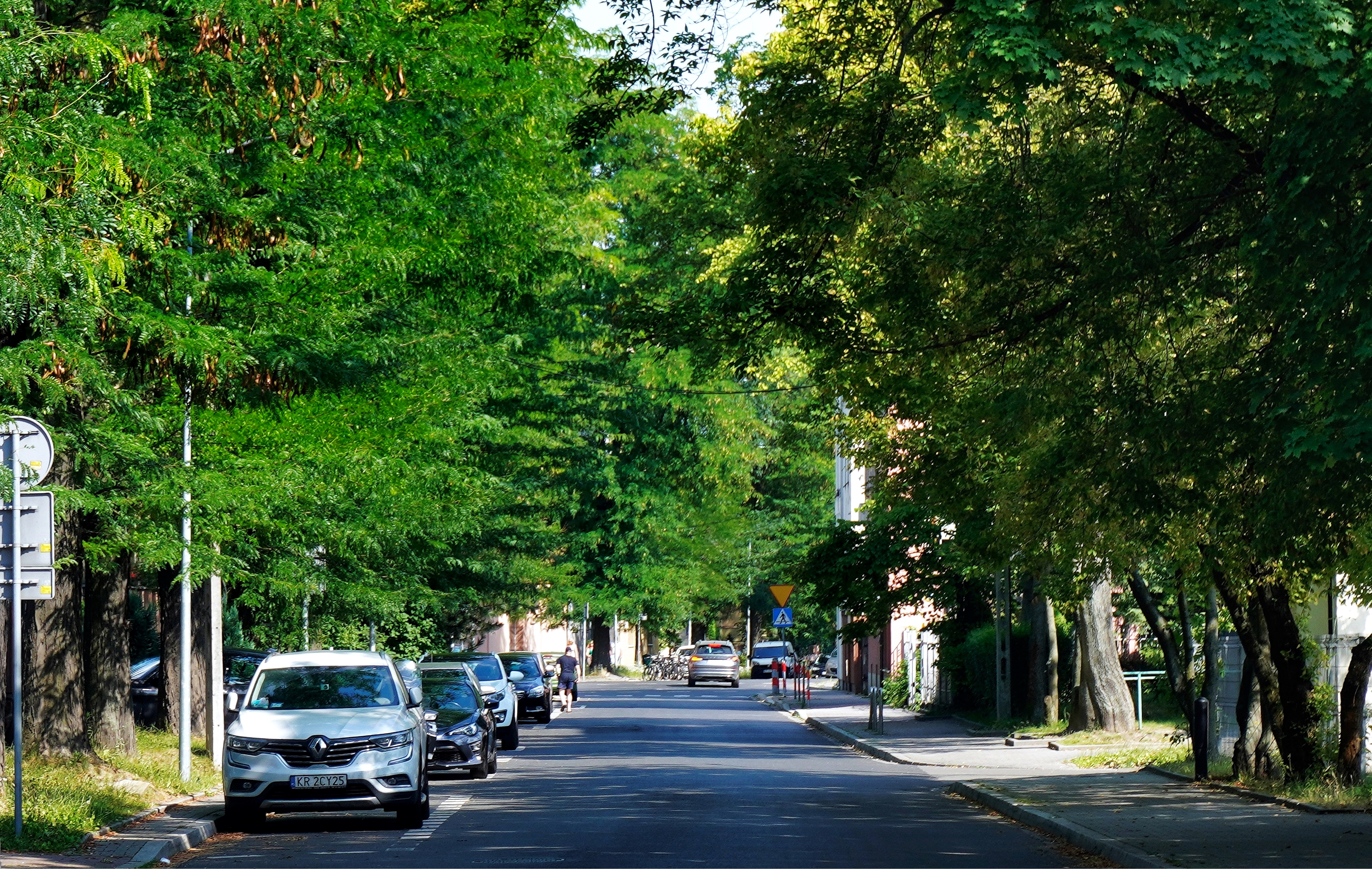
Ulica Olszańska
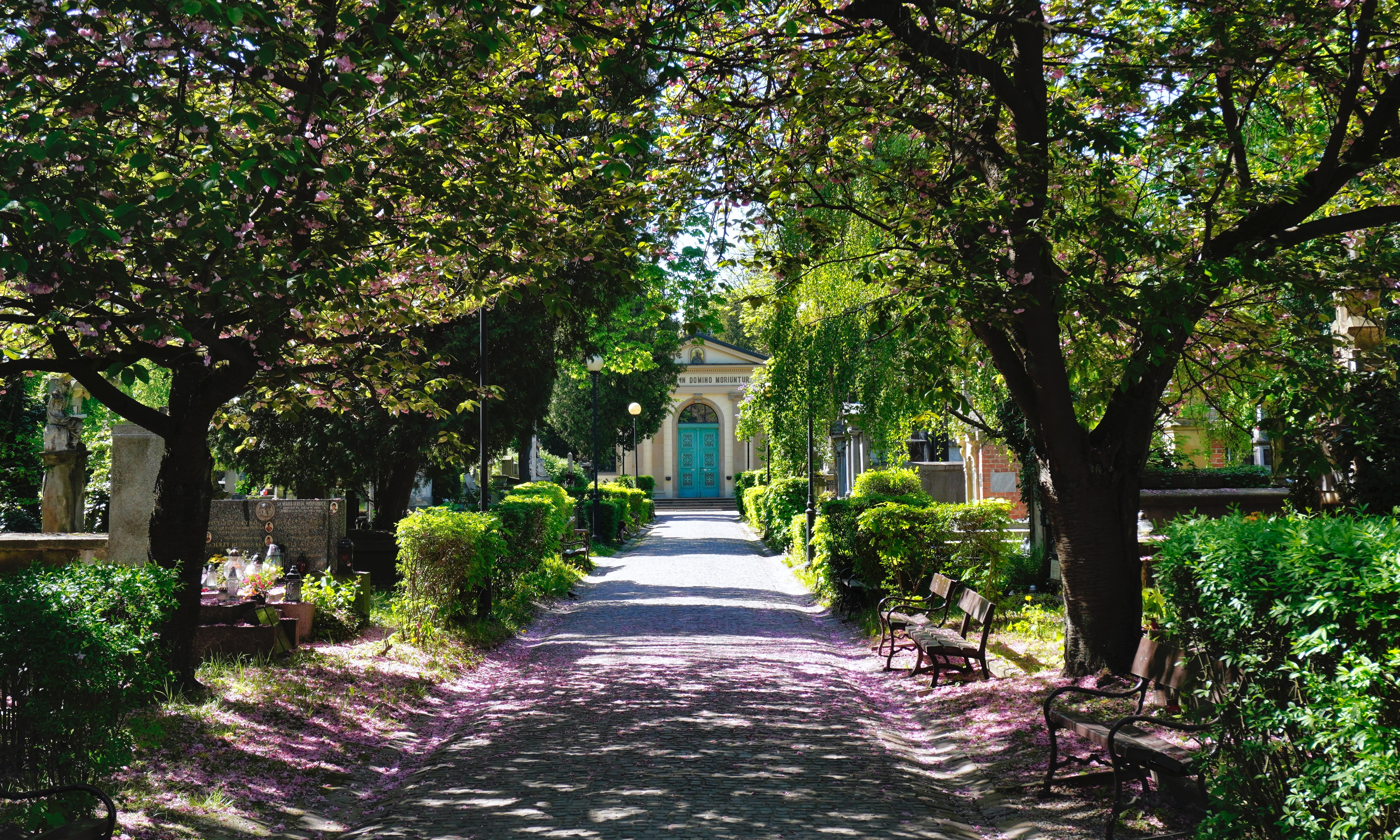
Cmentarz Rakowicki
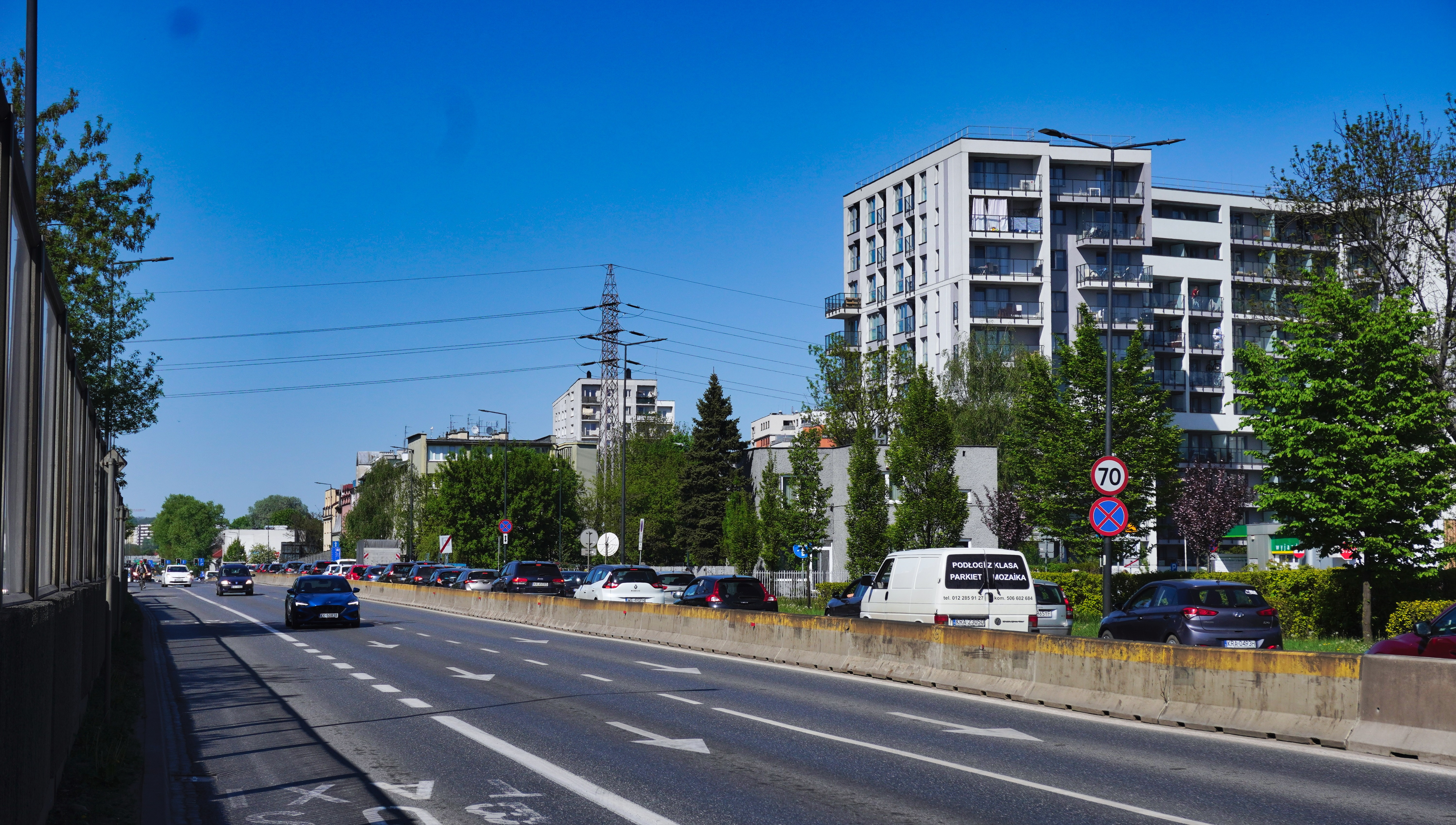
Aleja 29 Listopada
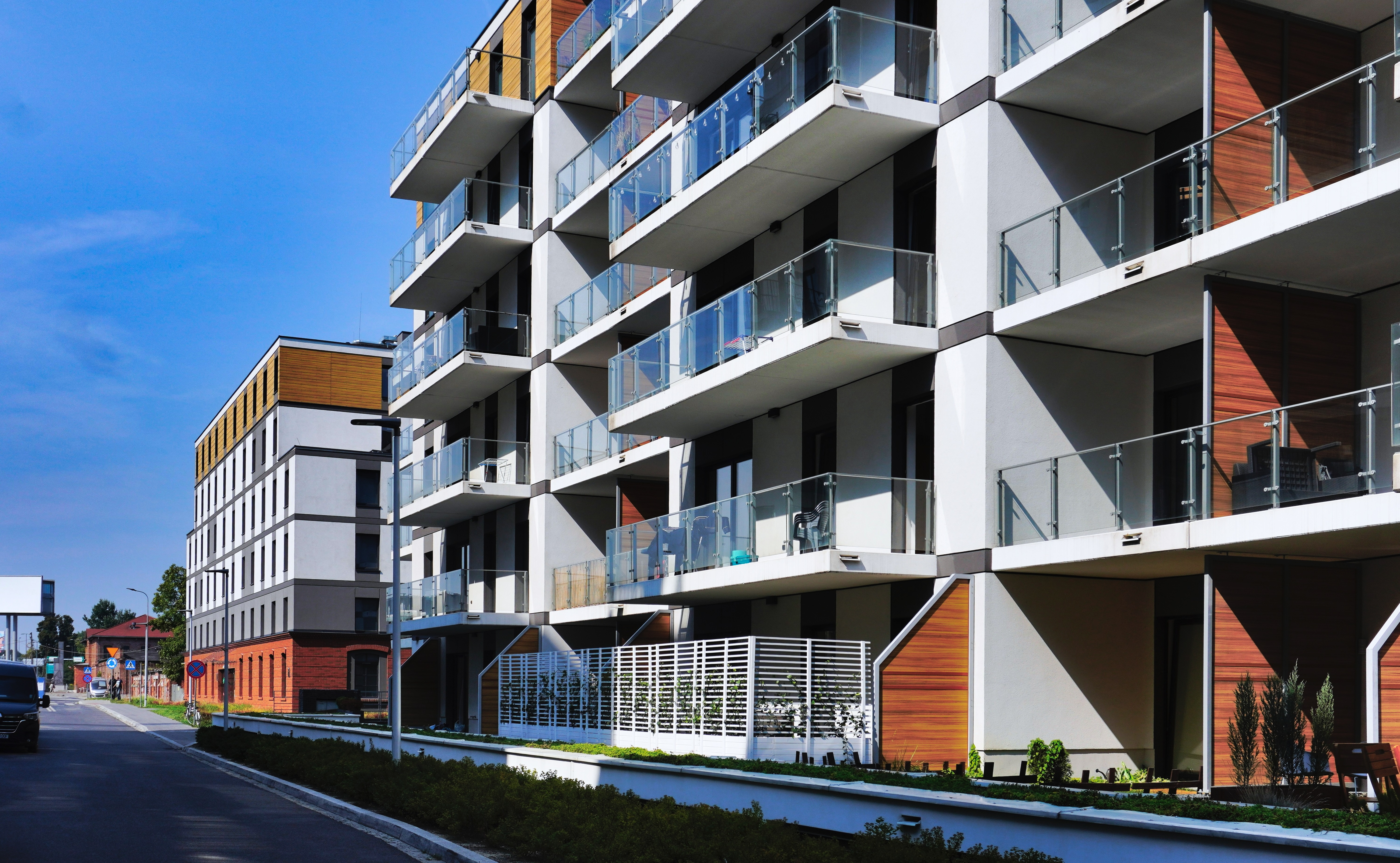
Nowoczesna zabudowa mieszkalna przy ulicy Rakowickiej
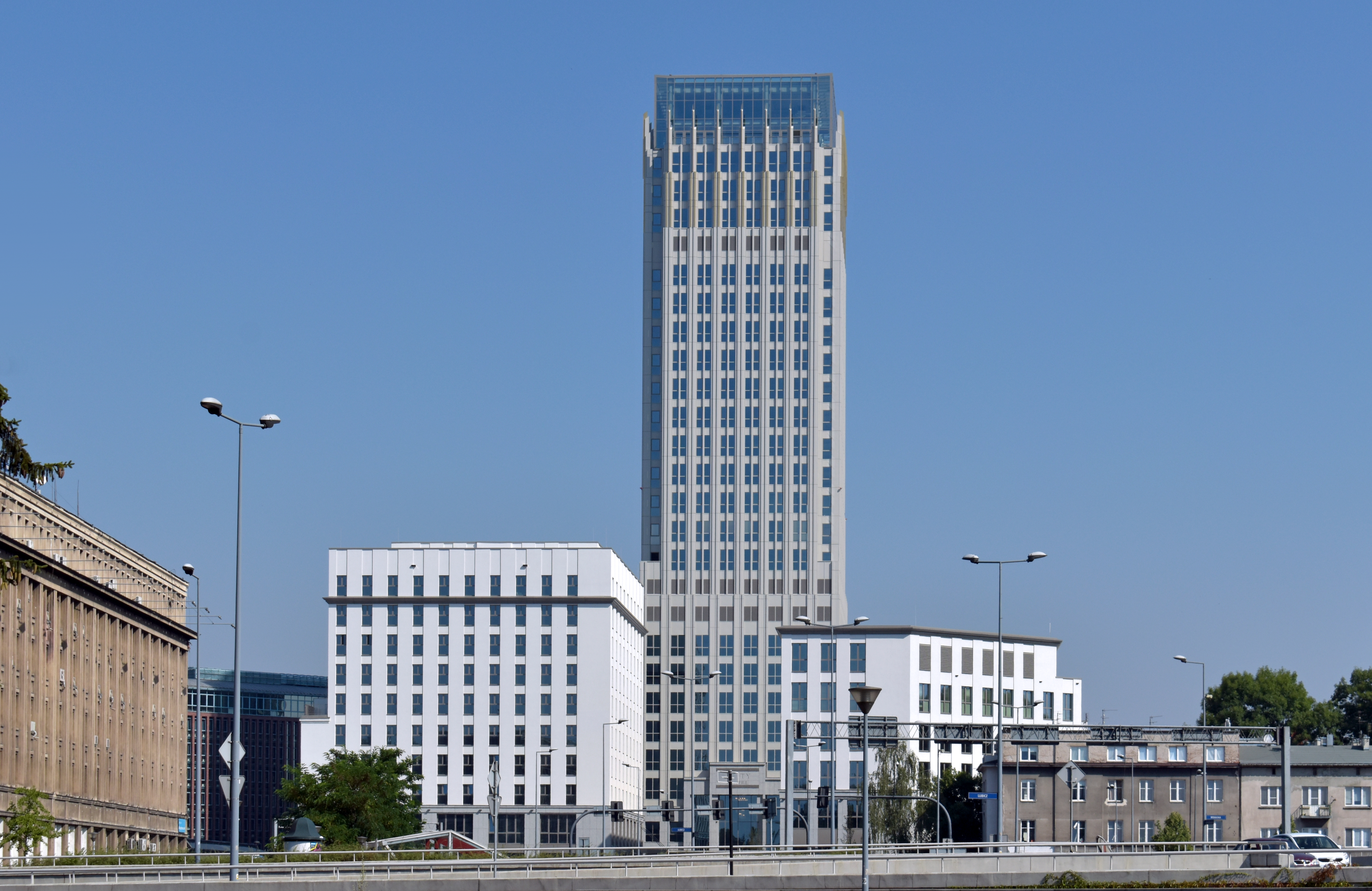
ul. Lubomirskiego 20 Biurowiec Unity Tower